# Jenaer Liederhandschrift

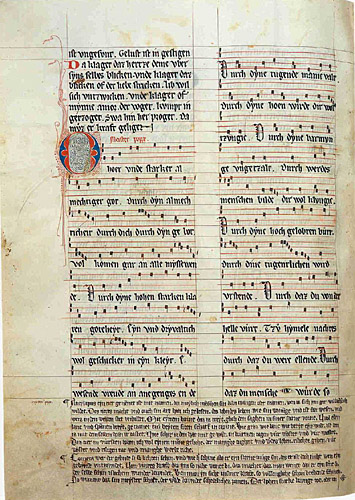
Une page de la Liederhandschrift.

La Jenaer Liederhandschrift (le « manuscrit de chants de Iéna ») est le plus important recueil de poésie lyrique en moyen haut-allemand  du centre et du nord de l'Allemagne. Elle a été composée dans le premier tiers du XIVe siècle. Le manuscrit contient les paroles, et aussi la musique de nombreux chants, dans la notation neumatique usuelle à l'époque.
Le manuscrit est conservé à la Thüringer Universitäts- und Landesbibliothek (de)  (ThULB), la bibliothèque universitaire du Land de Thuringe à Iéna.

## Historique
Le codex est rédigé sur parchemin d'excellente facture, dans un format inhabituellement grand (56 × 41 cm). Chaque page est composée de deux colonnes préparées par une réglure soigneuse, l'écriture est belle et grande, les lettrines sont filigranées et colorées. Il contient également des mélodies écrites  sur des portées de quatre lignes rouges, dans la notation neumatique carrée, la notation musicale usuelle au Moyen Âge.
Le manuscrit comportait initialement près de 150 feuilles dont 133 sont conservées. L'essentiel du texte, à l'exception d'un appendice du Minnesänger Wislaw III de Rügen et d'autres petits compléments, a été rédigé par un scribe unique, en moyen haut-allemand. Le commanditaire est peut-être  Rodolphe Ier de Saxe, (1298–1356) de la Maison d'Ascanie, duc de Saxe-Wittemberg. On retrouve une mention du manuscrit qui, à l'époque n'était déjà plus complet, comme ayant reçu entre 1536 et 1541 une reliure de style Renaissance dans l'atelier du relieur Wolfgang Schreiber à Wittemberg. Le recueil figure dans le catalogue, commencé en 1536, de la bibliothèque du palais de Wittemberg, la Bibliotheca Electoralis. En 1549, cette Bibliotheca Electoralis est incorporée à la bibliothèque de l'université où elle est conservée actuellement.

## Contenu
Le manuscrit contient principalement des poésies lyriques du XIIIe et du début du XIVe siècle, et aussi des exemples de poésie romanesques et chansons de geste dans le style des lais. Les chants d'amour courtois, les minnesang sont totalement absents, à l'exception de l'appendice contenant des écrits du poète Wislaw III de Rügen. En revanche, toute la panoplie de la poésie lyrique est présente : chants de louanges en l'honneur des seigneurs temporels et religieux, discours savants ou religieux, fabliaux, réflexions et tensons, textes polémiques sur l'art, récits moraux, suppliques, et textes comiques.
L'ordonnancement de la collection suit une règle différente de celle des collections de chants un peu plus anciennes de l'Allemagne du sud-ouest. Alors que, par exemple dans le codex Manesse de Heidelberg, les poésies sont rangées selon leurs auteurs, le contenu du manuscrit de Iéna est rangé selon la forme et la mélodie du texte. Le rédacteur a ordonné les textes d'abord d'après leur ton, et ensuite selon leur auteur. Ainsi les strophes qui sont composées dans un ton repris chez d'autres auteurs sont groupées d'après leur ton, et non d'après leur auteur.
Les auteurs qui figurent dans le recueil sont surtout originaires du centre et du nord de l'Allemagne, et couvrent la période qui débute avec Spervogel (de). La structure temporelle du manuscrit, commence avec les maîtres anciens comme Walther von der Vogelweide et se termine par les représentants figurant dans le manuscrit de la « guerre de Wartburg », une compétition musicale appelée Wartburgkrieg (de), sorte de tenson. Elle montre une profonde connaissance de l'histoire du genre musical représenté.

## Reproductions
Une première publication en notation musicale moderne, et réalisée par les musicologues Georg Holz, Franz Saran et Eduard Bernoulli de l'université de Leipzig en 1901. Un facsimilé, en noir et blanc et en grandeur nature, paraît en 1896 à Iéna dans une édition restreinte de 140 exemplaires. En 2007 le recueil a été substantiellement restauré à la bibliothèque universitaire de Iéna et, à cette occasion, numérisé en haute résolution.